# Barravento (filme)
Barravento é o primeiro longa-metragem dirigido por Glauber Rocha. É um filme de 1962, do gênero drama.[carece de fontes?] A história acompanha um ex-pescador que volta à aldeiazinha em que foi criado para tentar livrar o povo do domínio da religião. Filmagens na Praia de Buraquinho em Lauro de Freitas na Bahia.

## Enredo

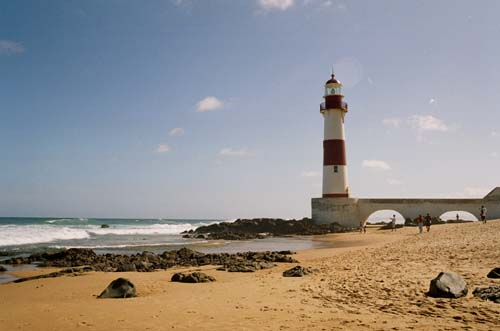
Farol de itapuã, um dos cenários naturais vistos no filme

Depois de muitos anos fora, Firmino volta a comunidade em que fora criado: uma aldeia de pescadores de xaréu formada de descendentes de antigos escravos negros que chegaram ao Brasil vindos da África. Eles habitam uma praia do litoral baiano. Firmino tenta incutir novas ideias sobre liberdade nos nativos, mas a comunidade não lhe dá ouvidos pois continua fatalista, religiosa, analfabeta e explorada pelos comerciantes da cidade. Apenas a viúva Cota se aproxima dele e se torna sua amante. Os pescadores seguem as orientações das mães de santo e de Mestre, um antigo protegido de Iemanjá, a deusa do mar no Candomblé que é a religião de todos.
Segundo a crença, como protegido ele garante tempo bom e pesca farta para todos que o acompanharem. Com a idade avançada de Mestre, Iemanjá escolhe o jovem Aruã como um novo protegido e, por ser ciumenta, para não perder o "encanto" o rapaz não poderá dormir com mulher nenhuma. Isso lhe causa sofrimento devido a sua atração por Naína, uma moça branca que vive na aldeia com seu pai Vicente, devoto da deusa. Firmino acha que os nativos só mudarão de atitude se ele provar que Aruã não é "santo" e pede à Cota que assedie o rapaz. Na parte final há uma luta de capoeira entre Firmino e Aruã.

## Elenco
- Antonio Pitanga...Firmino Bispo dos Santos (nos letreiros, Antonio Sampaio)
- Luíza Maranhão...Cota
- Lucy Carvalho ...Naína
- Aldo Teixeira	 ...Aruã
- Lidio Silva ...Mestre

1. ↑  «História do Município». laurodefreitas.ba.gov.br. Consultado em 11 de junho de 2025